# Blumberg (Baden-Württemberg)
Blumberg is een gemeente in de Duitse deelstaat Baden-Württemberg, gelegen in het Schwarzwald-Baar-Kreis. De stad telt 10.155 inwoners.

## Foto's

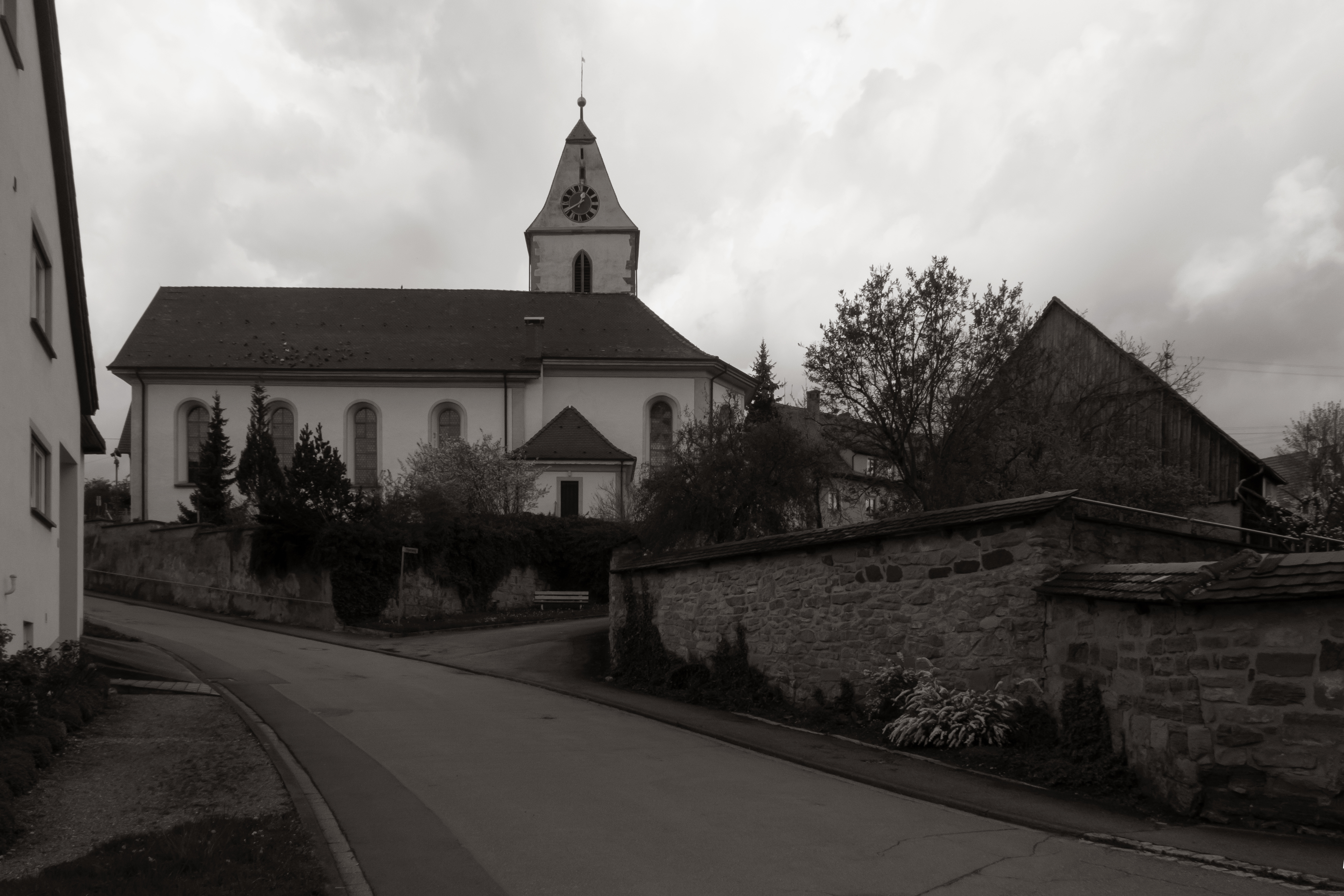
Fützen, kerk: Kirche Sankt Vitus
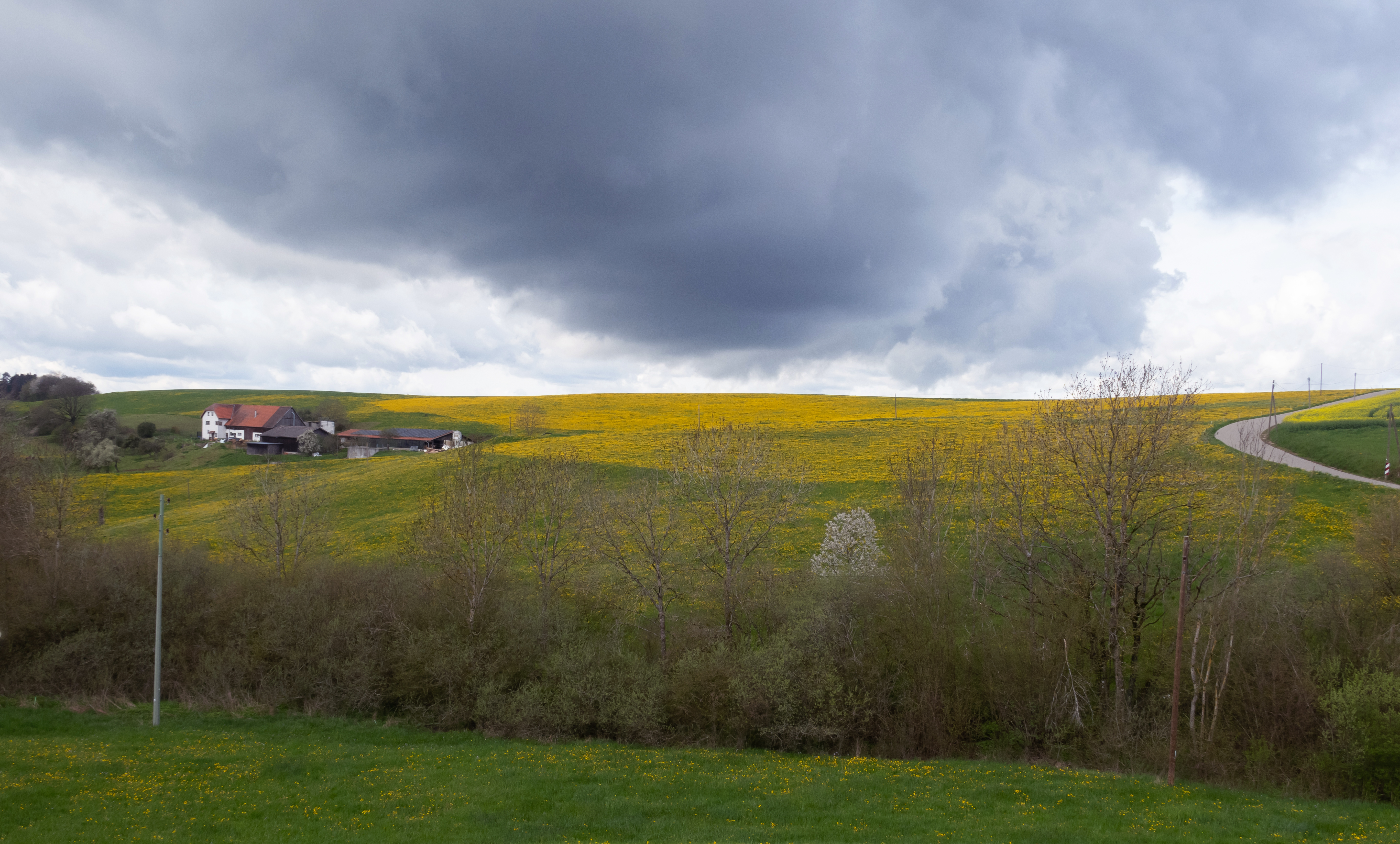
Panorama tussen Fützen en Beggingen
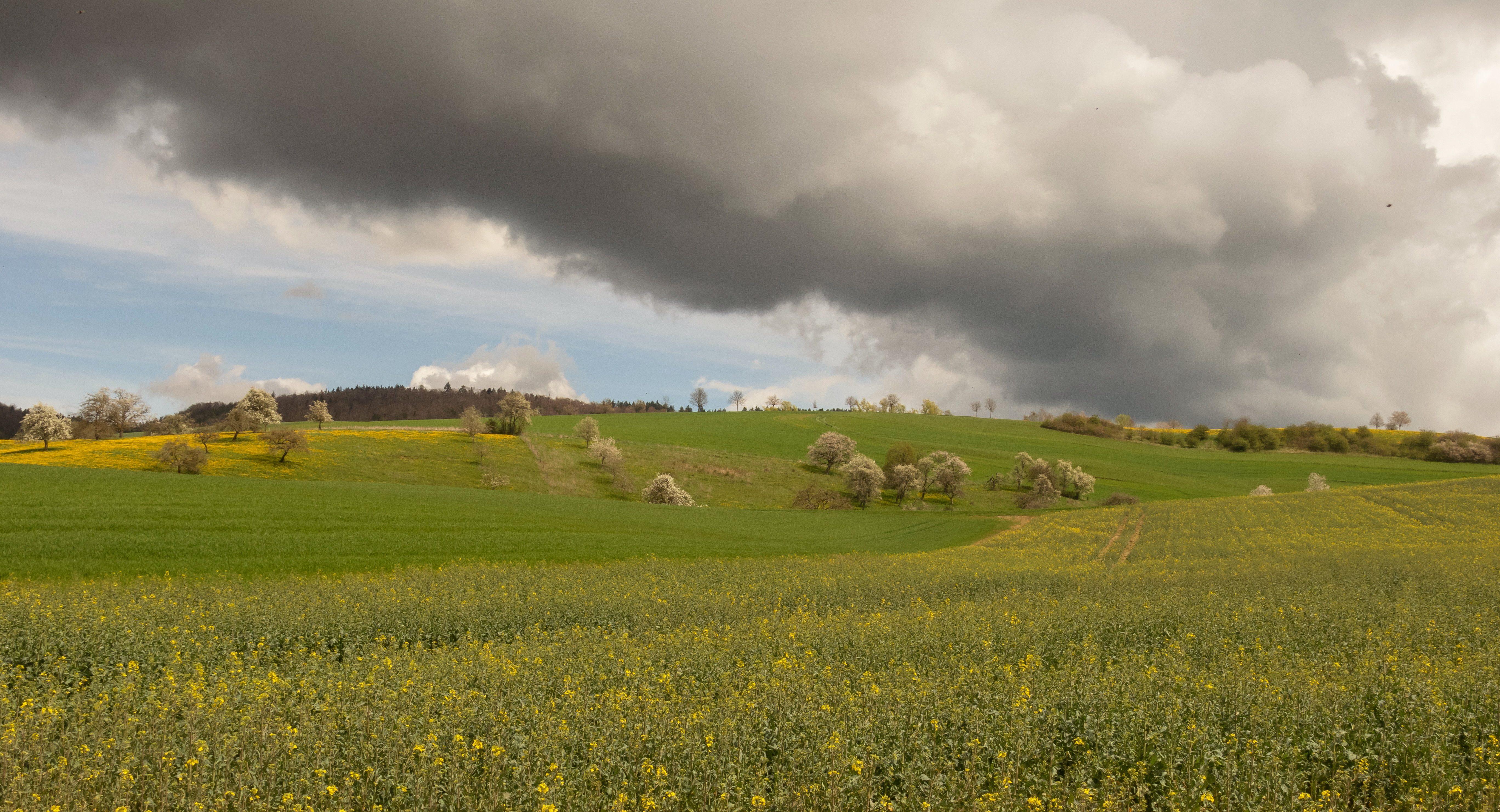
Panorama tussen Fützen en Zollhaus

## Geografie
Blumberg heeft een oppervlakte van 98,68 km² en ligt in het zuidwesten van Duitsland.

## Geboren
- Augustin Bea (1881-1968), curiekardinaal

Bad Dürrheim ·
Blumberg ·
Bräunlingen ·
Brigachtal ·
Dauchingen ·
Donaueschingen ·
Furtwangen im Schwarzwald ·
Gütenbach ·
Hüfingen ·
Königsfeld im Schwarzwald ·
Mönchweiler ·
Niedereschach ·
Schonach im Schwarzwald ·
Schönwald im Schwarzwald ·
St. Georgen im Schwarzwald ·
Triberg im Schwarzwald ·
Tuningen ·
Unterkirnach ·
Villingen-Schwenningen ·
Vöhrenbach